# スリン・シティFC
スリン・シティFC（タイ語: สโมสรฟุตบอลจังหวัดสุรินทร์）は、タイ王国スリン県を本拠地とするセミプロフェッショナルサッカークラブ。

## 歴史
2009年にスリンFCとして設立。2013年にスリン・シティFCに改称した。

## 歴代所属選手
- チャウワット・ヴィラチャード 2014
- スパチョーク・サラチャート 2015